# Bắc Rhodesia
Bắc Rhodesia là một xứ bảo hộ nằm ở Trung Nam châu Phi, được thành lập vào năm 1911 bằng cách hợp nhất hai xứ bảo hộ Barotziland-North-Western Rhodesia và Đông-Bắc Rhodesia. Ban đầu, cũng giống như hai xứ bảo hộ tiền thân, Bắc Rhodesia nằm dưới sự cai quản của British South Africa Company, (BSAC), một công ty điều lệ thay mặt chính phủ Anh Quốc. Từ năm 1924, Bắc Rhodesia nằm trực tiếp dưới sự quản lý của Anh Quốc như một xứ bảo hộ.

## Quốc kỳ

Cờ của Bắc Rhodesia
Cờ của Rhodesia và Nyasaland